# Hrádek (district de Rokycany)
Pour les articles homonymes, voir Hrádek.
Hrádek (en allemand : Hradek) est une ville du district de Rokycany, dans la région de Plzeň, en République tchèque. Sa population s'élevait à 2 824 habitants en 2021.

## Géographie
Hrádek se trouve à 6 km au sud-est du centre de Rokycany, à 21 km à l'est-sud-est de Plzeň et à 70 km au sud-ouest de Prague.

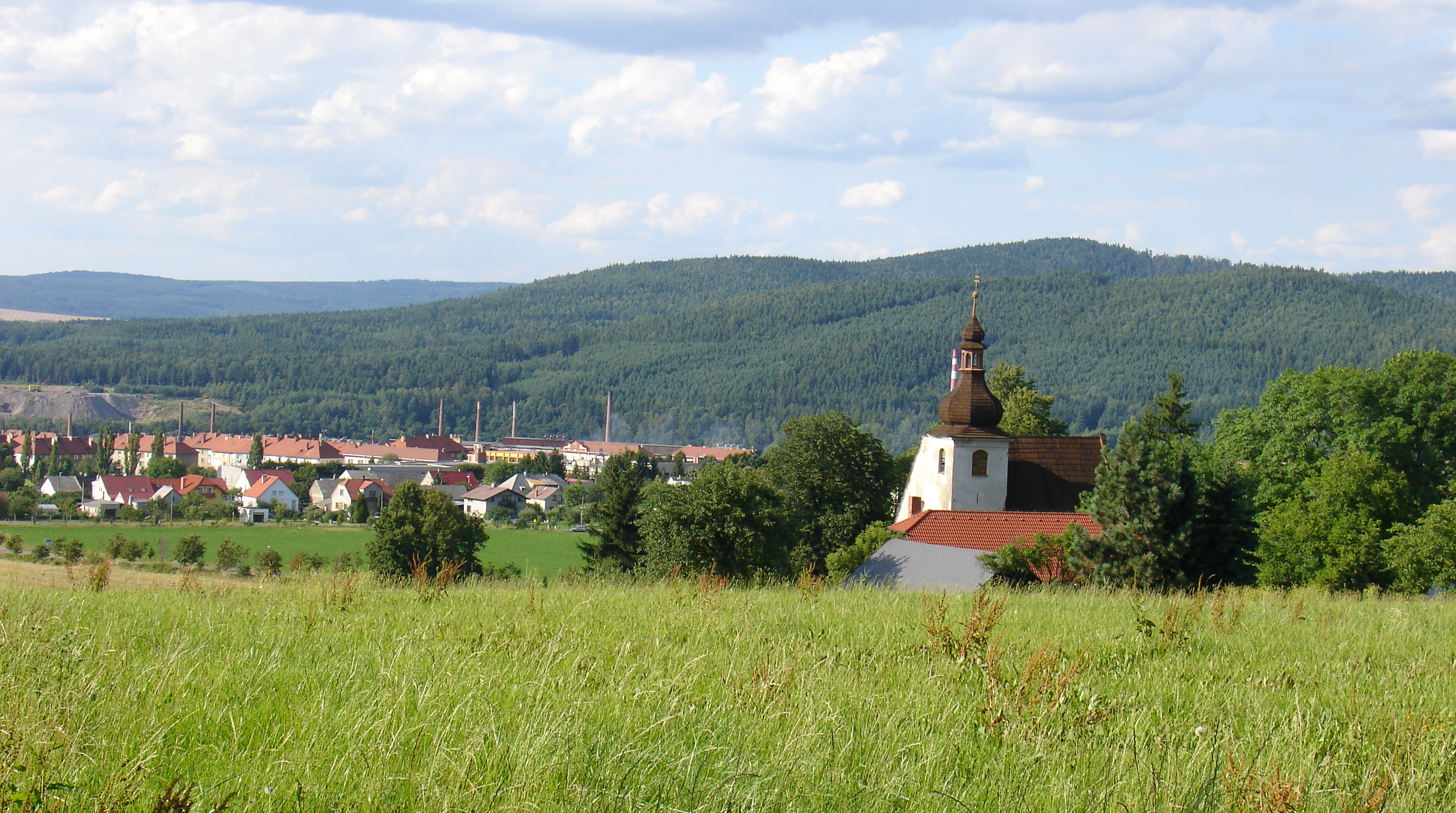
Hrádek : vue générale.

La commune est limitée par Dobřív au nord et à l'est, par Mirošov au sud et par Kamenný Újezd à l'ouest.

## Histoire
La première mention écrite de la localité date de 1325.

## Administration
La commune se compose de deux sections :
- Hrádek
- Nová Huť

## Galerie

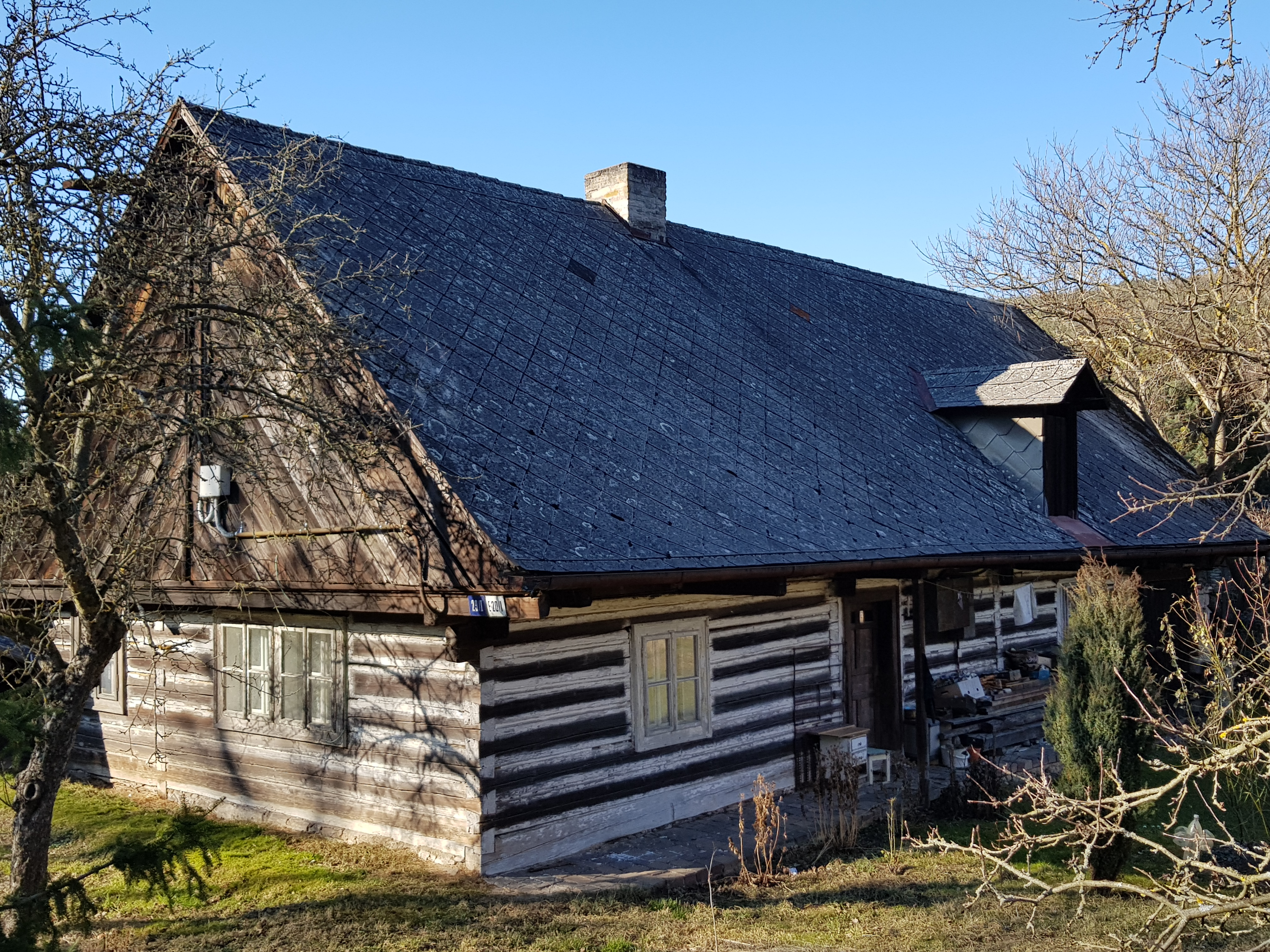
Architecture tradionnelle en bois.
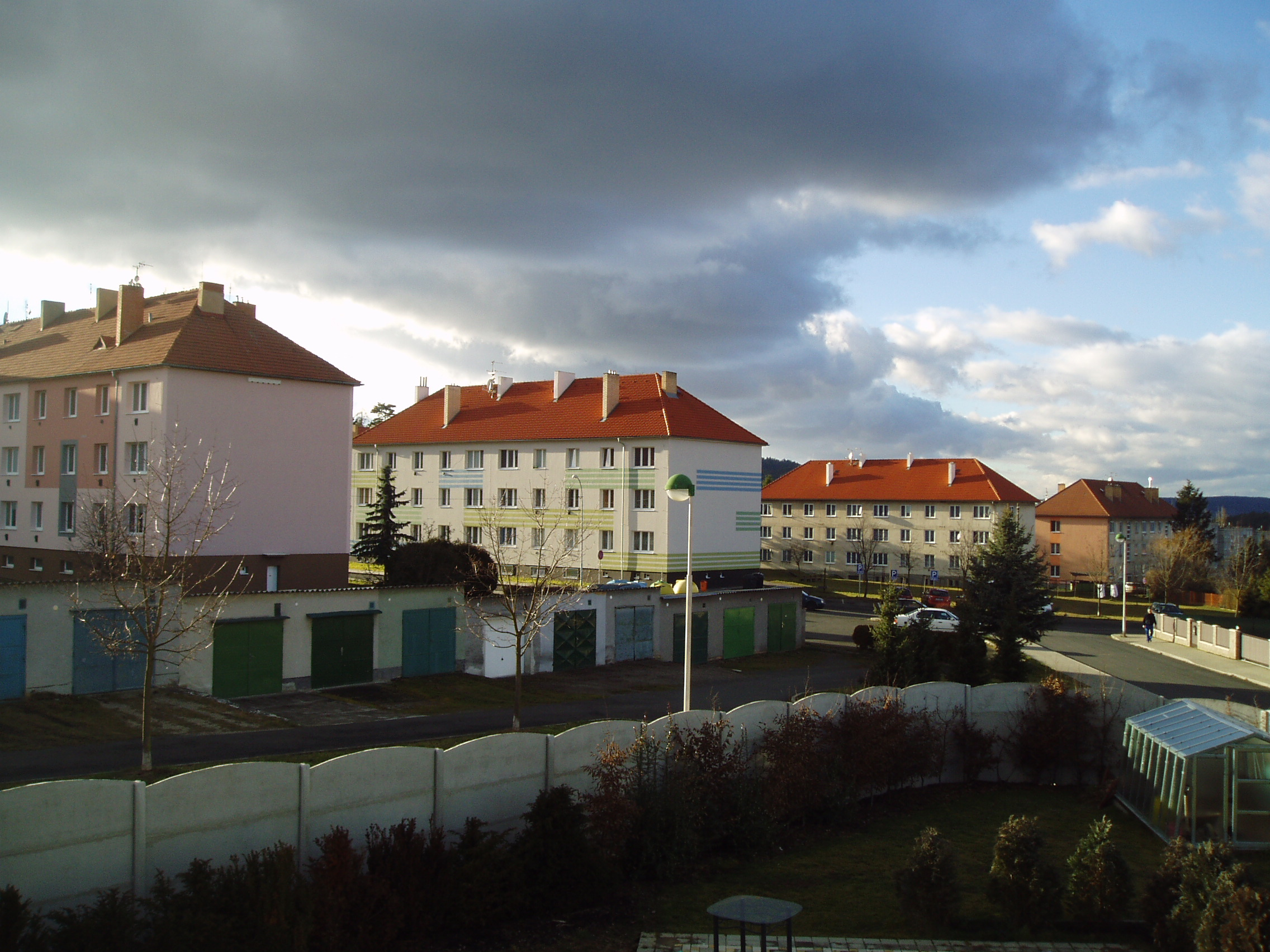
Immeubles résidentiels.

## Économie
Au quartier de Nová Huť, une aciérie électrique, dont les origines remontent à 1900, produit de l'acier laminé. Exploitée par la société Železárny Hrádek, elle emploie 165 personnes en 2014 et appartient au groupe Z-Group Steel Holding, qui possède plusieurs établissements en République tchèque.

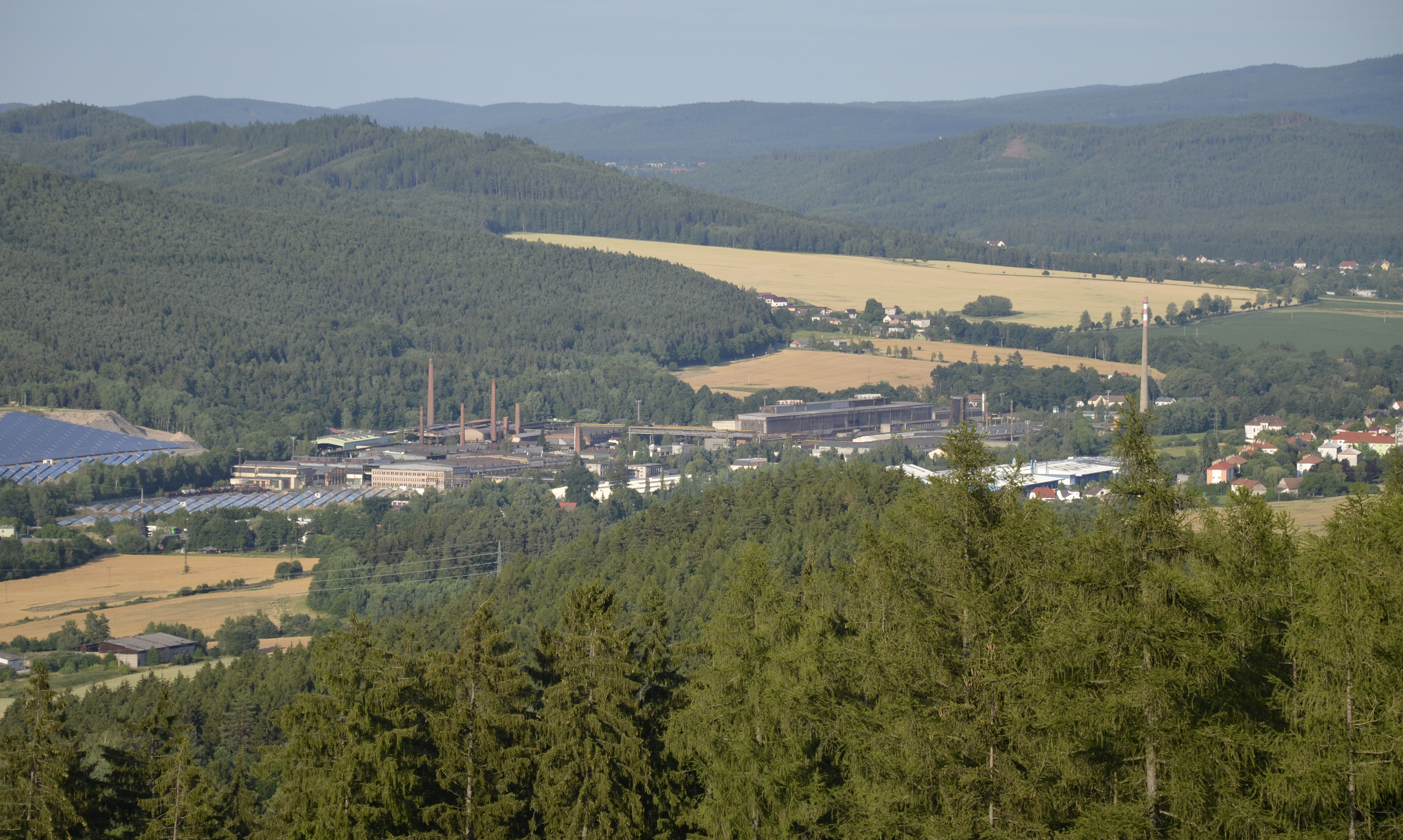
Nová Huť : usine sidérurgique.

## Transports
Par la route, Hrádek trouve à 7 km de Rokycany, à 24 km de Plzeň et à 80 km de Prague.